# PCNT
PCNT(ペリセントリン)は、ケンドリンとも呼ばれ、ヒトでは21番染色体上のPCNT遺伝子によってコードされるタンパク質である。
中心体に局在し、中心体マトリックス（PCM）にタンパク質を動員して、適切な紡錘体の形成を担保する。PCNTの異常はMOPDIIやゼッケル症候群などの先天性障害の原因として知られている。

## 配列
PCNTは360kDaのタンパク質であり、一連のコイルドコイルドメインと、C末端近くにPACTドメインと呼ばれる高度に保存されたPCMターゲティングモチーフが含まれている。

## 機能
PCNTは、細胞周期全体を通して中心体に局在し、中心体マトリックス(PCM)の主要な足場として機能する。PCNTはCDK5RAP2の中心体マトリックスを集積させ、CDK5RAP2はγ-チューブリンと相互作用することにより微小管の核形成を制御し、γ-チューブリン複合体を中心体に固定する。これは、初期の有糸分裂における双極紡錘体形成と染色体集合に重要である。